# Harita plinthopa
Harita plinthopa là một loài bướm đêm trong họ Erebidae.